# Eucrostes simonyi
Eucrostes simonyi är en fjärilsart som beskrevs av Hans Rebel 1894. Eucrostes simonyi ingår i släktet Eucrostes och familjen mätare. Inga underarter finns listade i Catalogue of Life.